# Emerson, Lake & Powell
Emerson, Lake & Powell (a volte abbreviato in ELPowell) è stato un gruppo musicale rock progressivo britannico formato da due membri degli Emerson, Lake & Palmer e da Cozy Powell, attivo dal 1985 al 1986 e che ha pubblicato un solo album in studio nel 1986.

## Storia del gruppo
Nel 1984, il tastierista Keith Emerson e il cantante-bassista-chitarrista Greg Lake decisero di collaborare nuovamente insieme, inizialmente come duo per incidere un album in studio, poi per formare una band con cui esibirsi anche dal vivo. La scelta più ovvia sarebbe stata quella di richiamare Carl Palmer, ma il batterista era vincolato contrattualmente con il gruppo Asia. Emerson e Lake si riunirono così a Cozy Powell, dopo alcuni contatti presi con Bill Bruford e Simon Phillips, dichiarando che era stata una pura coincidenza che le sue iniziali fossero uguali a quelle di Carl Palmer. Il batterista, dal canto suo, aveva appena lasciato i Whitesnake con cui si era esibito al festival Rock in Rio l'11 e il 19 gennaio 1985 e il mese successivo era già al lavoro con Emerson e Lake.
Il trio pubblicò il disco omonimo nel 1986. Il singolo Touch and Go, che nella sua costruzione utilizza un tema originale ed uno tratto dalla canzone tradizionale inglese Lovely Joan, riscosse un certo successo negli Stati Uniti, raggiungendo il 60º posto nei Billboard Hot 100 e il 2º posto nella classifica Album Rock Tracks dello stesso settimanale americano, che considera i resoconti dei brani più richiesti e trasmessi nelle radio. Il brano Mars, the Bringer of War è direttamente ispirato alla suite I pianeti di Gustav Holst, che Greg Lake aveva già suonato mentre era membro dei King Crimson. A suggerire una rielaborazione del brano fu Cozy Powell, che nel gruppo precedente, i Whitesnake, eseguiva il suo assolo di batteria sopra un nastro preregistrato di Mars. Dopo il tour organizzato per promuovere l'album, il trio rinunciò ad incidere un secondo disco con la produzione di Alan Parsons e si sciolse.
Nella primavera del 1987 Emerson, Lake & Palmer si riunirono per la prima volta tutti insieme dopo il 1978, anno in cui avevano registrato il disco Love Beach, ed iniziarono le prove per alcuni concerti da tenersi in Germania nel mese di Luglio, ma durante le sedute il trio si rese conto che non c'erano le giuste motivazioni e il progetto ebbe così breve vita. Pochi mesi dopo Emerson e Palmer si ritrovarono per incidere l'album ...to the Power of Three (pubblicato all'inizio del 1988) in un gruppo chiamato "3", completato dal talentuoso multistrumentista americano Robert Berry (voce, basso, tastiere e chitarre) al posto di Greg Lake e, quindi, nel 1991 si ebbe una più duratura ricostituzione di ELP, che iniziò con la pubblicazione l'anno successivo dell'album Black Moon e che durò con fasi alterne fino alla fine del 1998, vivendo il suo atto finale con un ultimo concerto tenutosi il 25 luglio 2010 in occasione dell'High Voltage Festival, un modo per celebrare il 40º anniversario della nascita del gruppo.

### Gli album postumi
Nel 2003 sono usciti un album dal vivo intitolato Live in Concert e un disco contenente una sessione di prove per il tour dal titolo The Sprocket Sessions. Nel 2012 i due dischi sono stati riuniti in un doppio cd Live in Concert & More, edito dall'etichetta europea The Store for Music.

## Formazione
- Keith Emerson - tastiere
- Greg Lake - voce, basso, chitarre
- Cozy Powell - batteria, percussioni

## Discografia

### Album in studio
- 1986 - Emerson, Lake and Powell (Polydor); ristampato nel 1991 con lo stesso numero di catalogo ma con due tracce aggiunte: Loco-motion (instrumental) e Vacant Possession

### Album dal vivo
- 2003 - Live in Concert (Manticore Records)

### Raccolte
- 2003 - The Sprocket Sessions (Manticore Records)
- 2012 - Live in Concert & More (The Store for Music)

### Singoli
- 1986 - Touch and Go/Learning to Fly
- 1986 - Touch and Go/Learning to Fly/The Loco-motion (instrumental) (12")
- 1986 - Lay Down Your Guns/Step Aside

## Curiosità
- Nell'antologia dedicata a Greg Lake intitolata "From The Underground Vol. 1 - The Official Bootleg" e pubblicata nel 1998 sono contenuti "The Score" e "Learning to Fly" registrati dal vivo a Lakeland e poi pubblicati anni dopo (2003) nel disco "Live in Concert".
- Nell'antologia dedicata a Greg Lake intitolata "From The Underground Vol. 2 - Deeper into the Mine" e pubblicata nel 2004 è contenuta "Step Aside", tratta dalle cosiddette "The Sprocket Sessions", ma non compresa nel disco pubblicato nel 2003.
- In alcuni bootlegs si possono ascoltare le prove del gruppo fatte poco prima delle registrazioni del loro unico album in studio. In particolare c'è un brano, dal titolo provvisorio Serious Pursuit, che verrà poi registrato col nuovo titolo Beyond the Stars dall'orchestra The Academy Of St. Martin-in-the-Fields con la direzione di Terje Mikkelsen e incluso nel disco Keith Emerson Beyond the Stars pubblicato nel 2018.
- Nel 2012 è uscita una versione limitata di 1000 copie numerate su doppio vinile di “Live in Concert” contenente tre brani da “The Sprocket Sessions”, precisamente Learning to Fly, Pictures at an Exhibition e Still... You Turn Me On.
- Per un errore alcune copie della ristampa del 1991, pur indicando le due bonus tracks sul retro della copertina e sul disco, contenevano in realtà solo le 8 tracce della prima versione. Con un comunicato pubblico la Polygram offriva la possibilità della sostituzione a tutti coloro che ne avessero fatto richiesta.[4]